# 1906년 샌프란시스코 지진
1906년 샌프란시스코 지진은 1906년 4월 18일 수요일 오전 5시 12분 태평양 표준시에 북부 캘리포니아 해안에서 발생한 추정 모멘트 규모 7.9, 최대 수정 메르칼리 진도 계급 XI의 대지진이다. 노스 코스트의 유리카에서 샌프란시스코 베이 에어리어 남쪽의 농업 지역인 살리나스 계곡까지 매우 큰 흔들림이 느껴졌다. 곧 샌프란시스코에서는 파괴적인 화재가 발생하여 며칠 동안 지속되었다. 3,000명 이상이 사망했고 도시의 80% 이상이 파괴되었다. 이 사건은 미국 역사상 가장 사망자가 많은 지진으로 기억된다. 사망자 수는 캘리포니아 역사상 자연재해로 인한 가장 큰 인명 손실을 기록했으며, 미국 최악의 재해 목록에서도 상위권에 속한다.

## 지질학적 환경
샌앤드레이어스 단층은 태평양판과 북아메리카판 사이의 판 경계의 일부를 형성하는 대륙 변환 단층이다. 주향이동 단층은 서부(태평양) 판이 동부(북아메리카) 판에 비해 북쪽으로 이동하는 오른방향으로 주로 수평 이동하는 특징을 보인다. 이 단층은 남쪽의 솔턴호에서 북쪽의 캐이프먼더치노까지 약 810 마일 (1,300 km)에 걸쳐 캘리포니아 전체를 가로지른다. 관측된 최대 지표 변위는 약 6 m였고, 측지 측정 결과 최대 8.5 m의 변위가 나타났다.

## 지진

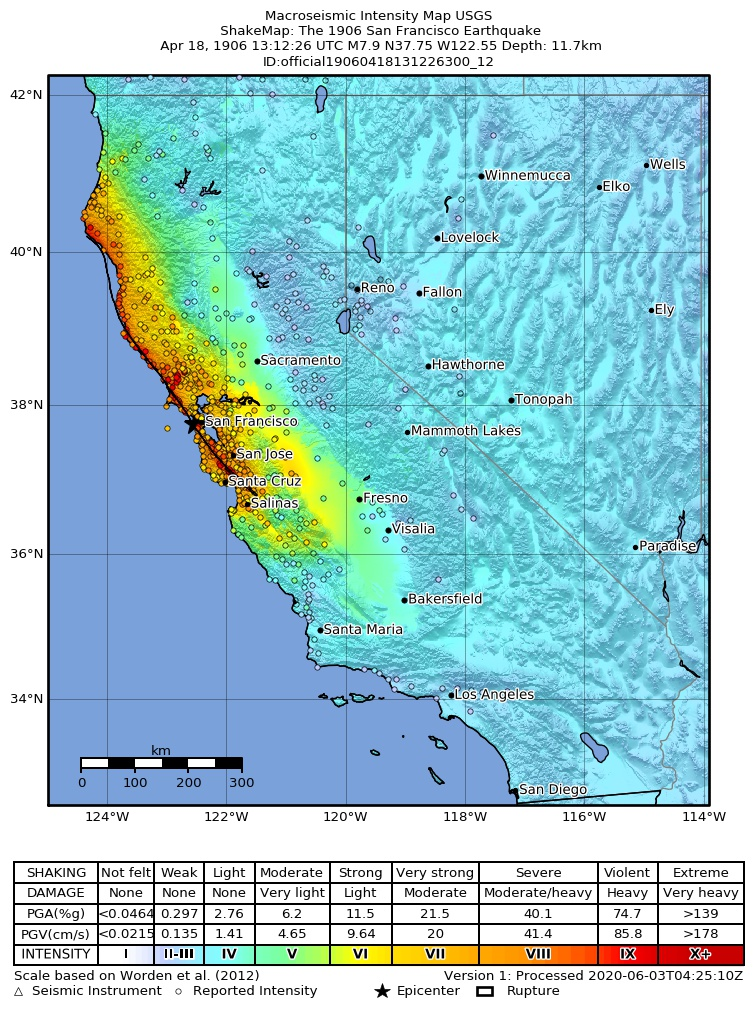
지진의 흔들림 정도를 보여주는 USGS 셰이크맵

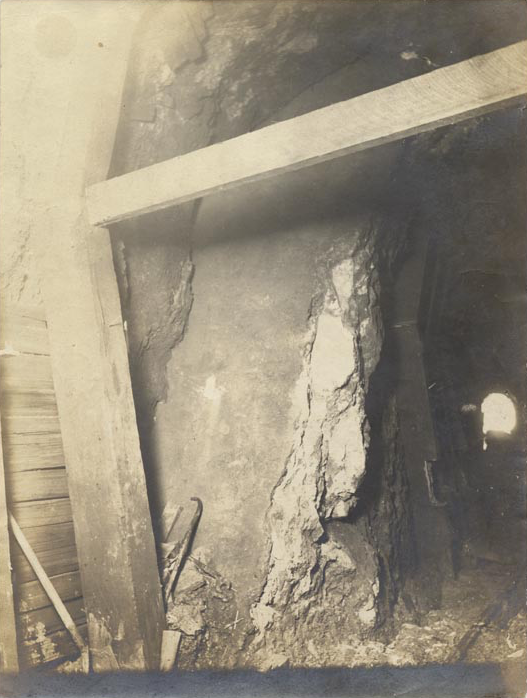
지진을 일으킨 샌앤드레이어스 단층의 단층 미끄러짐은 지진 이후 사우스 퍼시픽 코스트 철도를 따라가는 라이츠 터널에서 보였다. 사진 배경에는 북쪽 터널 입구가 있고, 입구 바로 바깥에는 라이츠 마을이 있다.

1906년 지진은 릭터 규모가 개발되기 30년 전에 발생했다. 현대 모멘트 규모에서 이 지진의 규모에 대한 가장 널리 받아들여지는 추정치는 Mw7.9이다. 그 외 7.7에서 8.3에 이르는 값들이 제안되었다. 《지구물리학 연구 저널》에 발표된 연구 결과에 따르면 지진 발생 전후로 지구의 지각에 심각한 변형이 일어났다. 단층계 내 단층에 축적된 응력은 지진 동안 해소되었으며, 이것이 샌앤드레이어스 판 경계의 450 km 길이 구간을 따라 발생한 피해의 원인으로 추정된다. 1906년 단층 파열은 총 296 마일 (476 km)에 걸쳐 북쪽과 남쪽으로 전파되었다. 흔들림은 오리건주에서 로스앤젤레스까지, 그리고 내륙으로는 중앙 네바다주까지 느껴졌다.
강력한 전진이 주 지진에 약 20~25초 앞서 발생했다. 주 지진의 강력한 흔들림은 약 42초 동안 지속되었다. 1906년 지진 이전에는 북부 캘리포니아 역사 기록상 어느 때보다도 더 많은 수십 년간의 소규모 지진이 있었다. 이전에는 1906년 지진의 전조 활동으로 해석되었지만, 강력한 계절적 패턴을 가지는 것으로 밝혀졌고 현재는 캘리포니아 골드 러시 후반기의 수력 채굴로 인한 침식으로 인해 해안 만의 단층 위에 쌓인 대규모 계절성 퇴적물 하중 변화로 발생한 것으로 여겨진다.
수년간 지진의 진앙은 지역 지반 변위 측정을 통해 마린군의 포인트 레이예스 지역에 있는 올레마 마을 근처로 추정되었다. 1960년대에 UC 버클리의 지진학자는 진앙이 골든게이트 해협 북서쪽 샌프란시스코 해안에 있을 가능성이 더 높다고 제안했다. 가장 최근의 분석은 해안 진앙을 지지하지만, 상당한 불확실성이 남아있다. 샌프란시스코 프레시디오의 조수계에 기록된 국부적인 쓰나미 발생이 해안 진앙을 뒷받침한다. 파도는 약 7.6 cm의 진폭과 약 40-45분의 주기를 가졌다.
지진 전후의 삼각측량 데이터를 분석한 결과, 샌앤드레이어스 단층을 따른 파열 길이가 약 500 km라는 강력한 증거가 있으며, 이는 관측된 진도 데이터와 일치한다. 사용 가능한 지진학적 데이터는 훨씬 더 짧은 파열 길이를 지지하지만, 이러한 관측은 S파 속도(초전단)보다 빠른 단층 파괴 전파를 가정하면 조정할 수 있다. 초전단 전파는 이제 주향이동 단층과 관련된 많은 지진에서 인식되고 있다.
2019년에 오래된 사진과 목격자 증언을 사용하여 연구원들은 지진의 진원 위치를 샌프란시스코 해안 또는 샌 후안 바우티스타 근처로 정교화하여 이전 추정치를 확인했다.

### 진도
앤드루 로슨의 1908년 보고서에 언급된 흔들림 강도의 가장 중요한 특징은 강도와 기초 지질 조건 간의 명확한 상관 관계였다. 퇴적물로 채워진 계곡에 위치한 지역은 인근 기반암 지역보다 더 강한 흔들림을 겪었으며, 가장 강한 흔들림은 토양액상화가 발생했던 이전의 만 지역에서 발생했다. 현대의 지진 구역 설정 방식은 다양한 지질 조건이 제기하는 지진 위험의 차이를 설명한다. 수정 메르칼리 진도 계급에 따라 설명된 흔들림 정도는 샌프란시스코와 샌타로자와 같이 파괴적인 피해를 입은 북쪽 지역에서 XI에 도달했다.

### 여진
본진 이후 많은 여진과 일부 유발지진이 뒤따랐다. 1857년 포트테혼 지진과 마찬가지로, 이 규모의 지진에서 예상했던 것보다 여진이 적었다. 이들 중 극히 일부만이 1906년 파열 흔적을 따라 이어졌으며, 파열의 끝부분이나 헤이워드 단층과 같이 샌앤드레이어스 단층에서 떨어진 다른 분기단층 근처에 집중되는 경향을 보였다. 지진 발생 초기 며칠 동안 M5 이상으로 발생한 유일한 여진은 4월 18일 태평양 표준시 14시 28분에 샌타크루즈 근처에서 발생했으며, 규모는 약 4.9 MI였다. 가장 큰 여진은 4월 23일 태평양 표준시 01시 10분에 유리카 서쪽에서 발생했으며, 추정 규모는 약 6.7 MI 였다. 이와 비슷한 규모의 또 다른 여진은 3년 이상 지난 10월 28일 태평양 표준시 22시 45분에 캐이프먼더치노 근처에서 발생했다.
유발지진으로는 임페리얼 계곡 지역의 군발지진이 포함되는데, 이는 1906년 4월 18일 태평양 표준시 16시 30분에 약 6.1 MI  규모의 지진으로 최고조에 달했다. 이러한 유형의 또 다른 지진은 1906년 4월 19일 태평양 표준시 12시 31분에 발생했으며, 추정 규모는 약 5.0 MI 였고, 진앙은 샌타모니카만 아래에 있었다.

## 피해
초기 사망자 수는 375명에서 500명 이상까지 다양했다. 그러나 샌프란시스코 차이나타운의 수백 명의 사망자는 무시되고 기록되지 않았다. 총 사망자 수는 여전히 불확실하지만, 다양한 보고서에서 700~3,000명 이상의 범위가 제시되었다. 2005년에 시 감독위원회는 소설가 제임스 달레산드로("1906")와 도시 역사학자 글래디스 핸슨("재앙의 부정")이 작성한 결의안을 만장일치로 지지하여 3,000명 이상의 수치를 공식적인 총계로 인정했다. 대부분의 사망자는 샌프란시스코 내에서 발생했지만, 베이 에어리어 다른 지역에서 189명이 보고되었다. 샌타로자와 산호세와 같은 인근 도시도 심각한 피해를 입었다.
약 41만 명의 인구 중 22만 7천 명에서 30만 명의 사람들이 집을 잃었으며, 이재민의 절반은 오클랜드와 버클리로 만을 건너 도피했다. 신문들은 골든게이트 공원, 샌프란시스코 프레시디오, 팬핸들, 잉글사이드와 노스 비치 사이의 해변이 임시 텐트로 뒤덮였다고 보도했다. 2년이 넘도록 이러한 피난 캠프 중 많은 곳이 여전히 운영 중이었다.
| 수정 메르칼리 진도                       |                        |
| MMI                                      | 위치                   |
| XI (Extreme)                             | 샌프란시스코, 샌타로자 |
| X (Extreme)                              | 세바스토폴, 샌브루노   |
| IX (Violent)                             | 산호세, 포인트 아레나  |
| VIII (Severe)                            | 유리카, 살리나스       |
| VII (Very strong)                        | 트러키, 파크필드       |
| VI (Strong)                              | 윌로스, 프레즈노       |
| V (Moderate)                             | 치코, 파소로블레스     |
| IV (Light)                               | 던스뮤어, 베이커즈필드 |
| III (Weak)                               | 샌타모니카, 인디오     |
| U.S. Earthquake Intensity Database, NGDC |                        |

이 지진과 화재는 캘리포니아의 발전에 오래 지속되고 상당한 압력을 남겼다. 재앙 당시 샌프란시스코는 미국에서 아홉 번째로 큰 도시이자 서해안에서 가장 큰 도시였다. 60년 동안 도시는 서부의 금융, 무역, 문화 중심지가 되었으며, 서해안에서 가장 번화한 항구를 운영했다. 샌프란시스코는 성장하는 미국의 경제력과 군사력이 태평양과 아시아로 투사되는 "태평양으로 가는 관문"이었다. 도시의 80% 이상이 지진과 화재로 파괴되었다. 샌프란시스코는 빠르게 재건되었지만, 이 재앙은 무역, 산업, 인구 성장을 남쪽의 로스앤젤레스로 돌렸고, 로스앤젤레스는 20세기 동안 서부에서 가장 크고 중요한 도시 지역이 되었다. 도시의 많은 주요 시인과 작가들은 카멜바이더시로 물러났고, 그곳에서 "더 바네스"로서 오늘날까지 이어지는 예술 식민지 명성을 확립했다.
캘리포니아 대학교 앤드루 로슨 교수가 이끌고 편집한 1908년 로슨 보고서(1906년 지진 연구)는 샌프란시스코에서 재앙을 일으킨 샌앤드레이어스 단층이 로스앤젤레스와도 가깝게 지나간다는 것을 보여주었다. 이 지진은 사진과 동영상으로 기록된 최초의 대규모 자연재해였으며, 지진학이 발달하던 시기에 발생했다.

### 다른 도시
샌프란시스코에 미친 지진의 영향이 가장 유명했지만, 이 지진은 다른 여러 도시에도 상당한 피해를 입혔다. 여기에는 산호세와 샌타로자가 포함되며, 이들 도시의 시내 전체가 사실상 파괴되었다.

## 화재

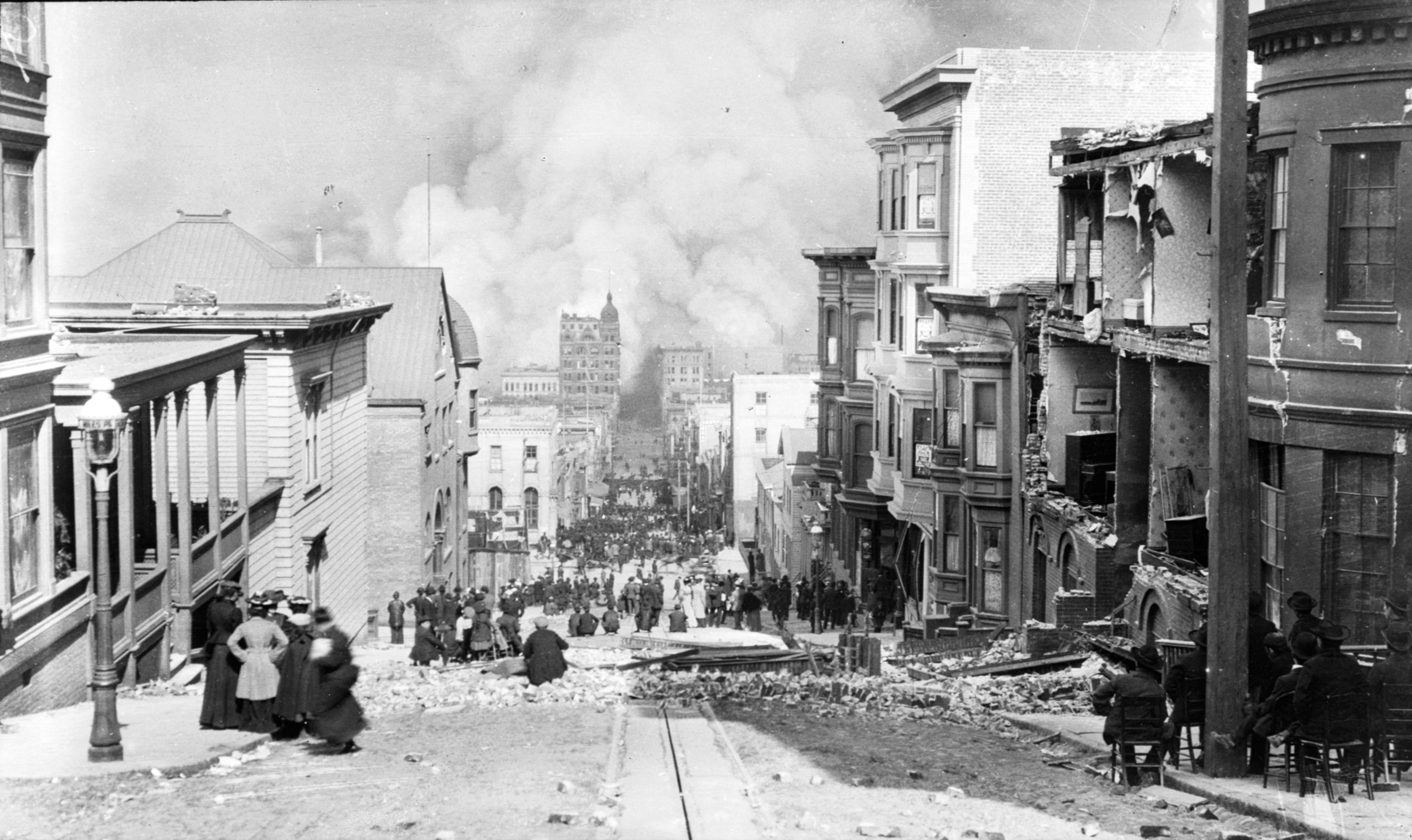
아놀드 젠테의 사진. 새크라멘토 거리의 불길을 바라보고 있다.

지진과 그 여진이 파괴적이었던 만큼, 이후 통제 불능으로 번진 화재는 훨씬 더 파괴적이었다. 전체 피해의 최소 80%, 많게는 95% 이상이 이후 발생한 화재의 결과로 추정된다. 사흘 만에 파열된 가스관으로 인한 30여 건의 화재로 490개 도시 블록에 걸쳐 약 25,000채의 건물이 파괴되었다. 당시 화재로 인한 손실액은 약 3억 5천만 달러(현재 2019년 기준으로 $9.96억 달러에 해당)로 추정된다.
18일 아침, 헤이즈와 고프 스트리트의 헤이즈 밸리에서 발생한 햄 앤 에그 화재는 심하게 손상된 굴뚝을 알지 못한 채 스토브에 불을 붙여 아침 식사를 준비하던 한 여성의 집에 불이 붙으며 시작되었으며, 칼리지, 기록관, 시청을 포함한 30개 블록 지역을 파괴했다.
일부 화재는 샌프란시스코 소방서 소방관이 다이너마이트 사용법을 훈련받지 않은 채 건물들을 철거하여 방화선을 만들려다가 시작되었다. 다이너마이트로 폭파된 건물은 종종 불이 붙었다. 소방서장이었던 데니스 T. 설리번은 초기 지진으로 입은 부상으로 사망하여 소방 작업을 조정할 책임자가 없었다. 총 4일 밤낮으로 화재가 계속되었다.
도시의 파괴 대부분은 화재에 기인했는데, 이는 보험사가 샌프란시스코 재산을 지진 피해로부터가 아니라 화재 피해로부터만 배상해주는 관행이 널리 퍼져 있었기 때문이다. 일부 부동산 소유주는 보험금을 청구하기 위해 의도적으로 손상된 재산에 불을 질렀다. 미국 육군 통신대의 레너드 D. 와일드먼 대위는 "이웃 사람들이 집에 불을 지르고 있다고 말하는 소방관에게 제지당했다... 지진으로 손상된 건물은 불로 손상되지 않으면 보험금을 받을 수 없다는 말을 들었다"고 보고했다.
화재로 소실된 주요 건물 중 하나는 팰리스 호텔로, 나중에 재건되었으며 왕족과 유명 공연자들을 포함한 많은 유명인사가 방문했다. 이 호텔은 1875년에 "샌프란시스코를 건설한 남자"인 뱅크 오브 캘리포니아 공동 설립자 윌리엄 랠스톤이 주로 자금을 대어 건설되었다. 1906년 4월, 테너 엔리코 카루소와 메트로폴리탄 오페라 단원들은 그랜드 오페라 하우스에서 일련의 공연을 하기 위해 샌프란시스코에 왔다. 카루소가 카르멘 공연을 한 다음 날 밤, 테너는 팰리스 호텔 스위트룸에서 느껴진 강한 진동으로 새벽에 잠에서 깼다. 시어도어 루스벨트 대통령의 친필 사인이 담긴 사진을 움켜쥐고 카루소는 배를 타고, 다음에는 기차를 타고 도시를 빠져나가려 애썼고, 다시는 샌프란시스코로 돌아오지 않겠다고 맹세했다. 카루소는 1921년에 사망했으며, 자신의 약속을 지켰다. 메트로폴리탄 오페라 단은 지진과 그에 따른 화재로 모든 순회 무대 장치와 의상을 잃었다.
화재로 인한 가장 큰 손실 중 일부는 과학 실험실에서 발생했다. 샌프란시스코 캘리포니아 과학 아카데미의 식물학 큐레이터인 앨리스 이스트우드는 새로 발견된 매우 희귀한 종의 전체 모식 표본 컬렉션을 포함하여 거의 1,500개의 표본을 구한 것으로 알려져 있으며, 이 표본은 서부 미국의 최대 식물학 컬렉션의 나머지가 화재로 파괴되기 전에 구했다. 일상 식품의 영양을 연구하던 생화학자 벤자민 R. 제이콥스의 전체 실험실과 모든 기록이 파괴되었다. 1846년 소노마에서 일어난 곰 깃발 반란에 사용된 원래의 캘리포니아주의 기도 당시 샌프란시스코의 주 건물에 보관되어 있었는데, 이 화재로 파괴되었다.

## 대응
도시의 소방서장 데니스 T. 설리번은 지진이 처음 발생했을 때 심각한 부상을 입었고 나중에 그 부상으로 사망했다. 임시 소방서장은 샌프란시스코 프레시디오에 다이너마이트를 긴급 요청했다. 프레더릭 펀스턴 장군은 이미 상황이 연방군을 사용할 필요가 있다고 판단했다. 그는 샌프란시스코 경찰국의 한 장교에게 전화를 걸어 유진 슈미츠 시장에게 지원 결정을 알렸고, 인근 앤젤 아일랜드에서 연방군을 동원하여 도시로 진입하라고 명령했다. 폭발물은 현재 허큘리스에 있는 캘리포니아 화약 공장에서 만을 건너 운반되었다.

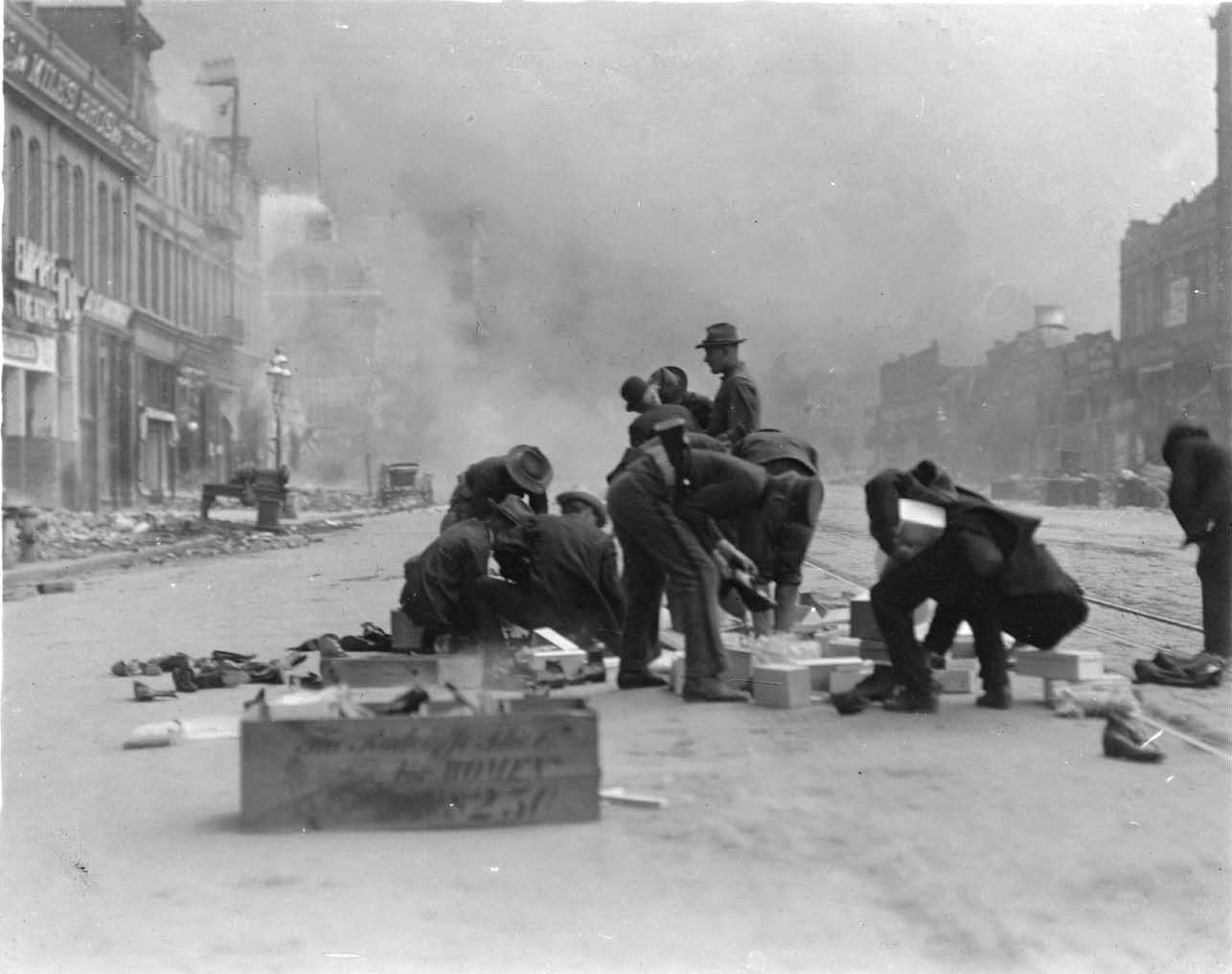
화재 중 약탈하는 군인

첫 며칠 동안 군인은 약탈을 막기 위해 거리를 순찰하고 미국 조폐국, 우체국, 카운티 교도소와 같은 건물을 경비하는 등 귀중한 서비스를 제공했다. 그들은 화재 경로에 있는 건물을 폭파하여 철거하는 데 소방서에 도움을 주었다. 군대는 또한 수만 명의 이재민에게 식량, 피난처, 의복을 제공하는 책임도 맡았다. 펀스턴의 상급자인 태평양 사령관 아돌푸스 그릴리 소장의 지휘 아래 4,000명 이상의 연방군이 비상사태 동안 근무했다. 경찰관, 소방관, 군인은 정기적으로 지나가는 민간인들을 강제로 동원하여 잔해를 제거하고 구조 작업을 도왔다. 1906년 7월 1일, 비군사 당국이 구호 활동에 대한 책임을 맡았고, 군대는 도시에서 철수했다.

4월 18일, 이재민들 사이의 폭동과 약탈에 대응하여 슈미츠 시장은 "연방군, 정규 경찰 병력 및 모든 특수 경찰관은 약탈 또는 기타 범죄 행위에 가담한 모든 사람을 살해할 권한을 부여받았다"는 선언문을 발표하고 게시하도록 명령했다. 군인이 약탈에 가담했다는 비난도 제기되었다. 제22보병연대 퇴역 대위 에드워드 오드는 슈미츠의 명령으로 특별 경찰관으로 임명되었고, 비상사태에 투입된 제22보병연대 및 기타 군부대와의 구호 작업에 대해 그릴리와 협력했다. 오드는 나중에 4월 20일 어머니에게 보낸 긴 편지에서 슈미츠의 "사살 명령"과 약탈에 가담한 제22보병연대 일부 군인들의 "비열한" 행동에 대해 언급했다. 그는 또한 대다수의 군인들이 지역 사회에 잘 봉사했다고 분명히 밝혔다.

## 여파

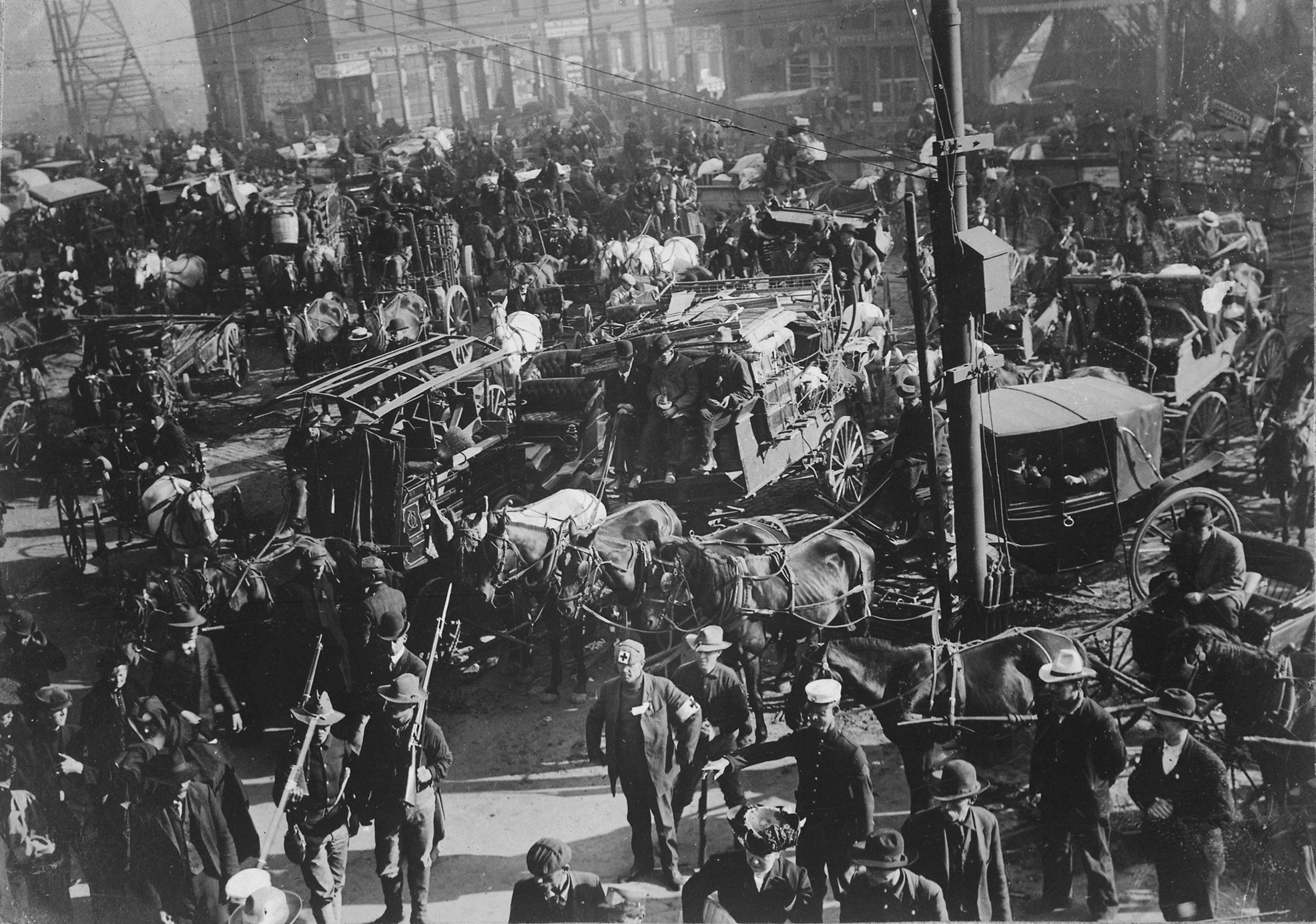
도시를 떠나는 이재민

이 재난으로 인한 재산 손실은 1906년 달러로 4억 달러 이상으로 추정된다. 이는 2019년 달러로 $114억에 해당한다. 보험 업계의 자료에 따르면 보험 손실액은 2억 3,500만 달러로, 2019년 달러로 $66.9억에 해당한다.
정치 및 경제 지도자는 도시에 절실히 필요한 외부 투자를 잃을까 봐 지진의 영향을 심하게 축소시켰다. 조지 파디 캘리포니아 주지사는 첫 공식 성명에서 빠르게 재건할 필요성을 강조했다. "샌프란시스코가 불에 의해 파괴된 것은 이번이 처음이 아닙니다. 저는 골든게이트 옆 도시가 빠르게 재건될 것이며, 우리가 알기도 전에 이전의 위대한 활동을 재개할 것이라는 데 추호의 의심도 없습니다." 성명서에는 지진에 대한 언급조차 없다. 사망자 및 금전적 피해 추정치는 조작되었다.
지진 직후 (그리고 재난 중에도) 도시를 빠르게 재건하기 위한 계획과 재건 계획이 수립되었다. 재건 자금은 거의 모든 주요 은행이 화재 현장이었기 때문에 방화 금고가 안전하게 열릴 만큼 충분히 식을 때까지 7~10일 동안 길게 기다려야 했기 때문에 즉시 묶였다. 뱅크 오브 이탈리(현재의 뱅크 오브 아메리카)는 자금을 대피시켰고 즉각적인 여파에 유동성을 제공할 수 있었다. 은행의 총재는 또한 워싱턴과 오리건 제재소에서 목재를 싣고 돌아올 두 척의 선박을 즉시 전세 내고 자금을 지원하여 초기 재건 자재와 급증을 제공했다.
1913년에 쓴 기사에서 1891년 샌앤드레이어스 단층에 대한 연구를 처음 시작한 존 C. 브랜너는 미국 연방 정부가 서해안의 지진에 대한 데이터를 수집하는 데 필요한 심각한 연구를 수행하지 않았다고 불평했다. 그는 지진을 인정하면 사업과 투자자가 떠날 것이라는 두려움 때문에 공개적인 논의가 억압되고 있으며, 지질학자들에게 1906년 지진에 대한 정보를 수집하지 말고 출판하지 말라고 지시했다고 말했다. 어떤 사람들은 지진이 발생했다는 사실 자체를 부인하기까지 했다. 브랜너는 지진 대비가 가능하고 필요하다고 주장했다.
어떤 자연 현상에 성공적으로 대처하는 유일한 방법은 그것에 익숙해지고, 그것에 대해 우리가 할 수 있는 모든 것을 알아내어 그 현상 자체의 방식으로 대처하는 것입니다. 그것이 인류가 지금까지 성공한 방식이며, 그것이 앞으로도 성공할 유일한 방법이라고 결론 내리는 것이 안전합니다.
지진 발생 11일 후, 뉴욕시에서는 (1919년까지 정규 일요일 야구가 허용되지 않았던) 하이랜더스(곧 양키스가 됨)와 필라델피아 애슬레틱스 간의 희귀한 일요일 야구 경기가 열려 지진 생존자들을 위한 기금을 모금했다. 개척적인 미국 심리학자 윌리엄 제임스는 지진 당시 스탠퍼드에서 가르치고 있었고, 그 여파를 직접 관찰하기 위해 샌프란시스코로 갔다. 그는 생존자의 긍정적인 태도와 그들이 즉흥적으로 서비스를 제공하고 혼돈 속에서 질서를 창조한 속도에 가장 감명받았다. 이것은 그의 저서 《기억과 연구》(Memories and Studies)의 "지진의 정신적 영향에 대하여"라는 장의 기초가 되었다.
H. G. 웰스는 미국 첫 방문으로 뉴욕에 막 도착했을 때 샌프란시스코 지진 소식을 들었다. 그를 놀라게 한 것은 주변 사람들의 반응이었다. "그것이 누구에게도 최종적인 파괴, 돌이킬 수 없는 재앙에 대한 불길한 예감을 주지 않은 것 같다. 오늘 오후 모두가 그것에 대해 이야기하고 있지만, 아무도 전혀 낙담하지 않았다. 나는 두 클럽에서 이야기를 나누고 듣고, 차 안과 거리의 사람들을 지켜보았는데, 어떤 사람은 차이나타운이 영원히 사라질 것이라서 기뻐하고, 다른 사람의 주요 관심사는 밀레의 괭이 든 남자였다. '액자에서 잘라낼 거야' 그는 약간 불안하게 말한다. '확실해.' 그러나 샌프란시스코가 더 크고 더 좋게, 그리고 곧 재건될 수 있다는 데는 아무도 의심하지 않는다. 이 무한한 거대함으로 나를 사로잡았던 이 모든 뉴욕 자체가 불타는 폐허가 되어도 전혀 의심하지 않을 것이다. 나는 이 사람들이 상황을 절반 이상 좋아할 것이라고 믿는다."

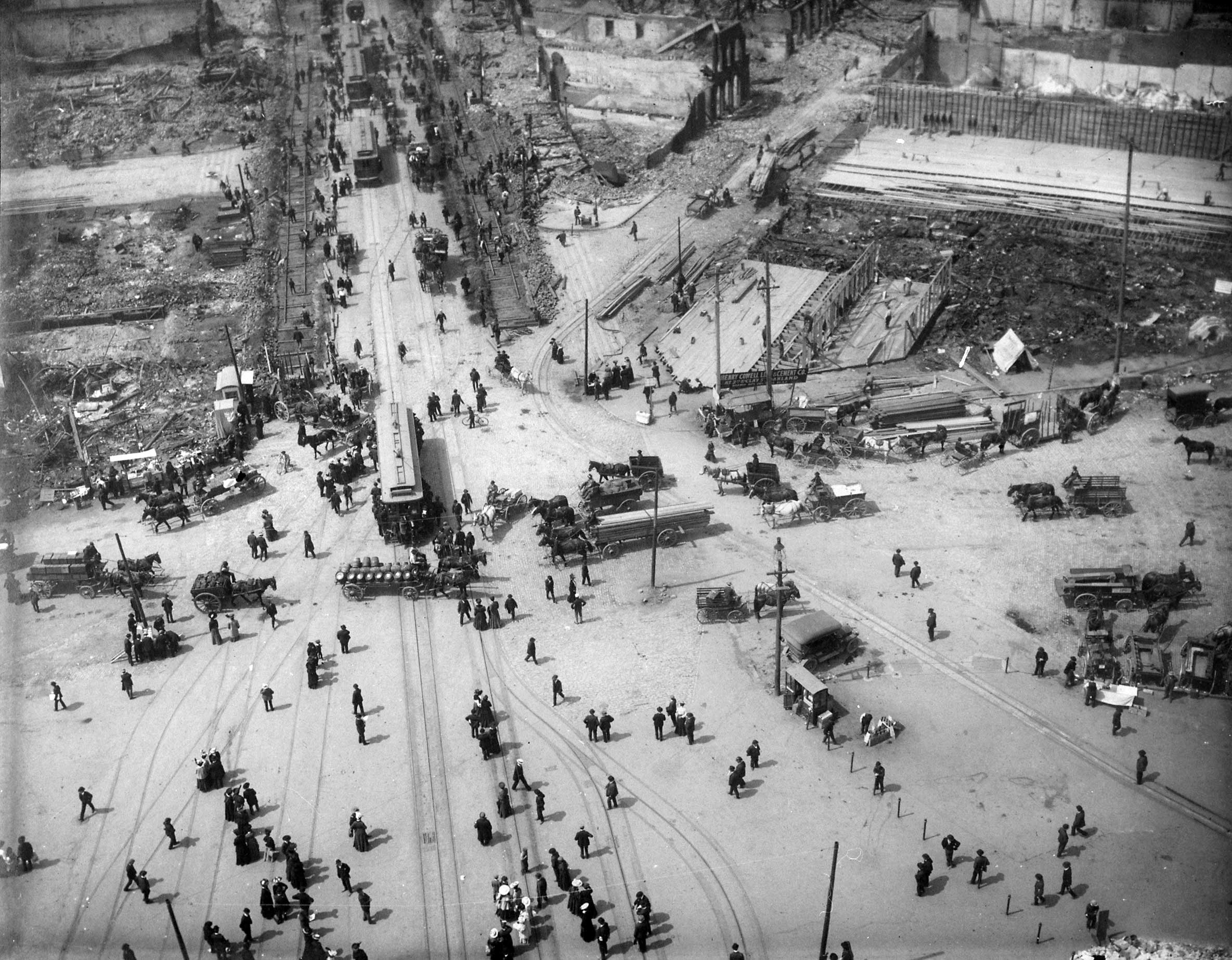
페리 빌딩 탑에서 마켓 스트리트 남서쪽을 바라본 풍경

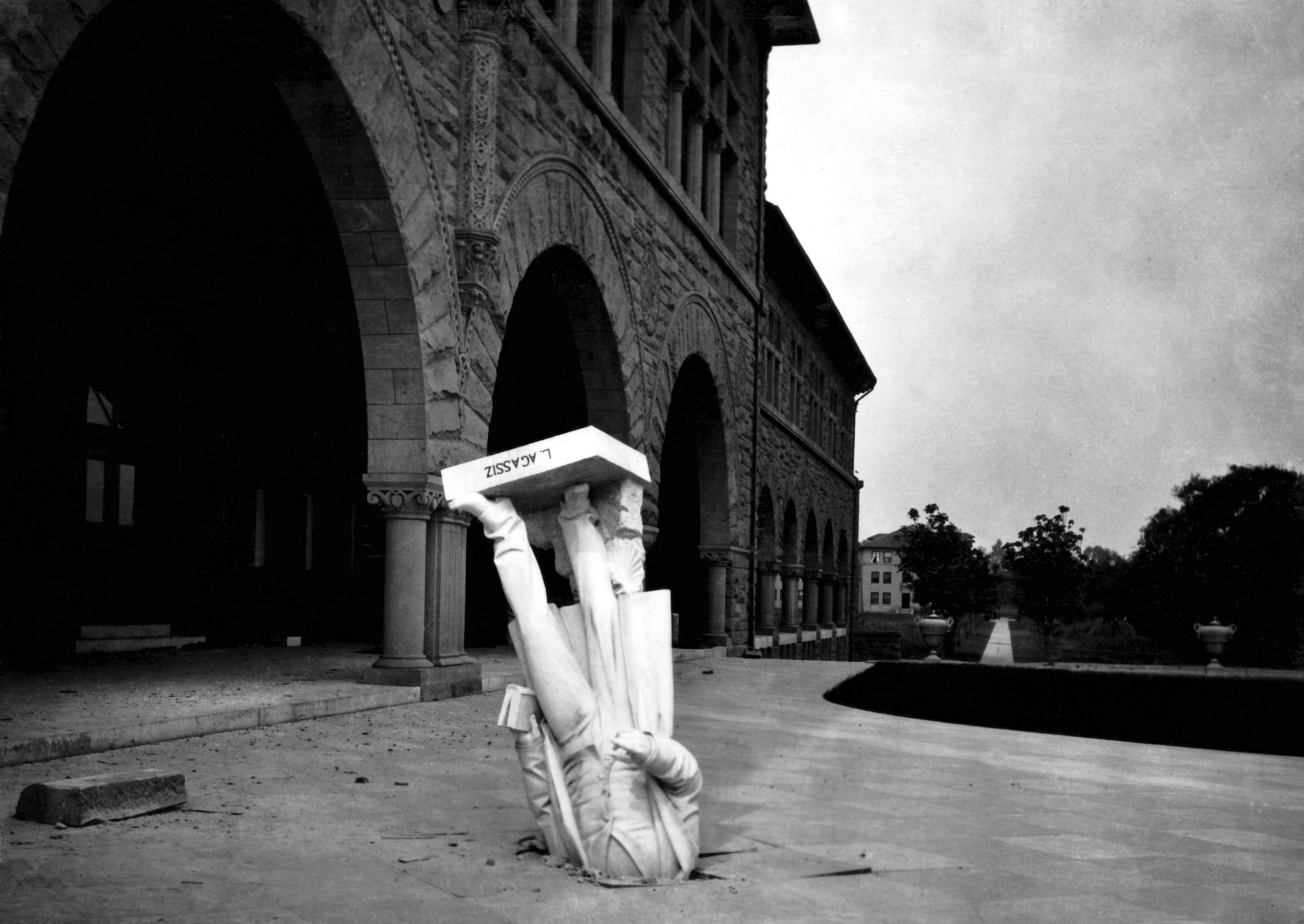
스탠퍼드 대학교 동물학 건물(현재 건물 420) 앞에 있는 아가시 동상

### 재건
이 지진은 캘리포니아 대학교 샌프란시스코와 그 의료 시설의 발전에 결정적인 역할을 했다. 1906년까지 학교 교수진은 시립 병원(현재 샌프란시스코 종합병원)에서 진료를 제공했지만, 자체 병원은 없었다. 1906년 샌프란시스코 지진 이후 40,000명 이상의 사람들이 골든게이트 공원의 임시 텐트촌으로 이주하여 제휴 대학 교수진의 치료를 받았다. 이는 당시 도시 서쪽 외곽에 위치했던 학교를 상당한 인구와 접촉하게 했고, 학교의 시민 책임과 의료 서비스에 대한 헌신을 강화하여 자체 의료 시설 건설을 위한 추진력을 증가시켰다. 1907년 4월, 건물 중 하나가 75개 병상의 외래 진료를 위해 개조되었다. 이는 간호 학생 훈련의 필요성을 야기했고, UC 간호 훈련 학교가 설립되어 제휴 대학에 네 번째 전문 학교가 추가되었다.
도시 전반의 재건축 계획의 웅장함은 동부의 금융 자원으로부터의 투자를 필요로 했다. 따라서 지진의 영향은 축소되고 경시되었으며, 강력한 새 건축 법규가 공포되었고, 그에 따른 평판에 민감한 조치들, 예를 들어 공식적인 사망자 수 축소 등이 취해졌다. 가장 유명하고 야심찬 계획 중 하나는 유명한 도시 계획가 대니얼 버넘으로부터 나왔다. 그의 대담한 계획은 다른 제안들 중에서도 오스만 양식의 대로, 간선도로가 도시 전역으로 뻗어나가는 것, 고전주의 양식의 대규모 시빅 센터 단지, 그리고 트윈 픽스에서 레이크 머시드까지 이어지는 세계 최대의 도시 공원과 그 정상에 큰 아테네움을 포함했다. 그러나 이 계획은 지진 후 즉시 기각되었다. 예를 들어, 부동산 투자자 및 다른 토지 소유자들은 그러한 제안들을 실현하기 위해 시가 매입해야 할 막대한 양의 토지 때문에 반대했다. 원래의 도로망은 복원되었지만 버넘의 많은 제안이 의도치 않게 실현되었는데, 예를 들어 신고전주의 시빅 센터 단지, 더 넓은 도로, 간선도로 선호, 마켓 스트리트 아래 지하철, 더 친근한 피셔맨스워프, 텔레그래프 힐의 도시 기념비인 코이트 타워 등이 있다. 도시 건물을 재건하는 데 사용된 석회암은 인근 록어웨이 채석장에서 채굴되었다.
도시 지도자는 또한 당시 중국인 인구를 없애고 차이나타운(및 기타 빈민층)을 중국인이 여전히 지역 세금 기반에 기여할 수 있는 카운티 외곽으로 이전시키려 했다. 중국인 거주자는 다른 생각을 가지고 있었고 결국 성공했다. 차이나타운은 오늘날 존재하는 더 새롭고 현대적인 서구식으로 재건되었다. 시청사와 기록관의 파괴로 수천 명의 중국 이민자가 거주권과 시민권을 주장할 수 있게 되었고, 이는 중국인 배척법에 대한 뒷문을 만들어 중국에 있는 친척들을 데려올 수 있게 했다.
이 지진은 퍼시픽 하이츠 지역의 발전에도 기여했다. 엄청난 지진의 위력으로 놉 힐의 대부분의 저택이 제임스 C. 플러드 맨션을 제외하고 파괴되었다. 파괴되지 않은 다른 저택들은 소방 활동을 지원하는 육군 병력에 의해 방화선을 만들기 위한 시도로 다이너마이트로 폭파되었다. 간접적인 결과로 부유한 사람들은 땅값이 싸고 비교적 개발되지 않았으며 경치가 더 좋은 서쪽으로 눈을 돌렸다. 잔해를 복구하고 치우지 않고 새 저택을 짓는 것은 재건축 동안 텐트촌에서 새로운 주택을 얻는 것을 단순히 가속화했다.
재건은 신속하게 진행되었고, 도시의 재건과 "잿더미 속에서 일어서는" 것을 기념하는 1915년 파나마-태평양 국제 박람회에 맞춰 1915년까지 거의 완료되었다. 1915년부터 도시는 매년 재난 당시 사랑하는 사람들을 찾고 정보를 교환하기 위한 만남의 장소였던 시내 금융 지구의 분수대인 로타 분수에서 남아있는 생존자들을 모아 재난을 공식적으로 기념하고 있다.

### 주택

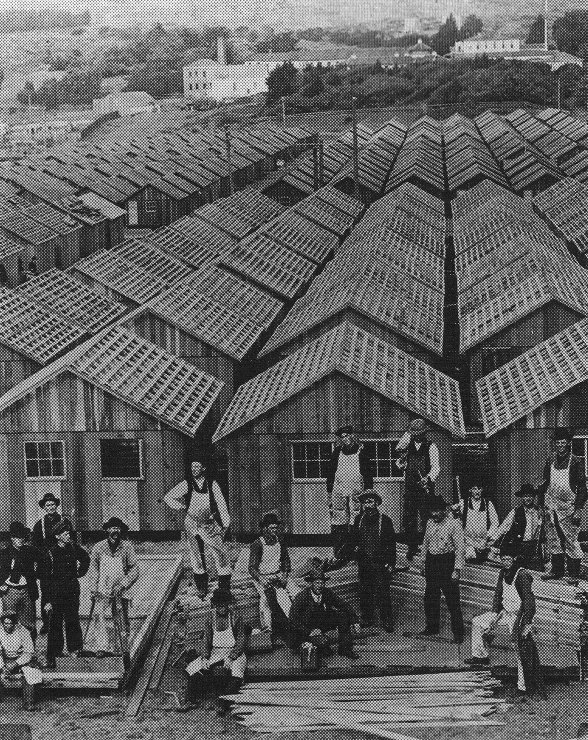
11개 주거 캠프 중 하나

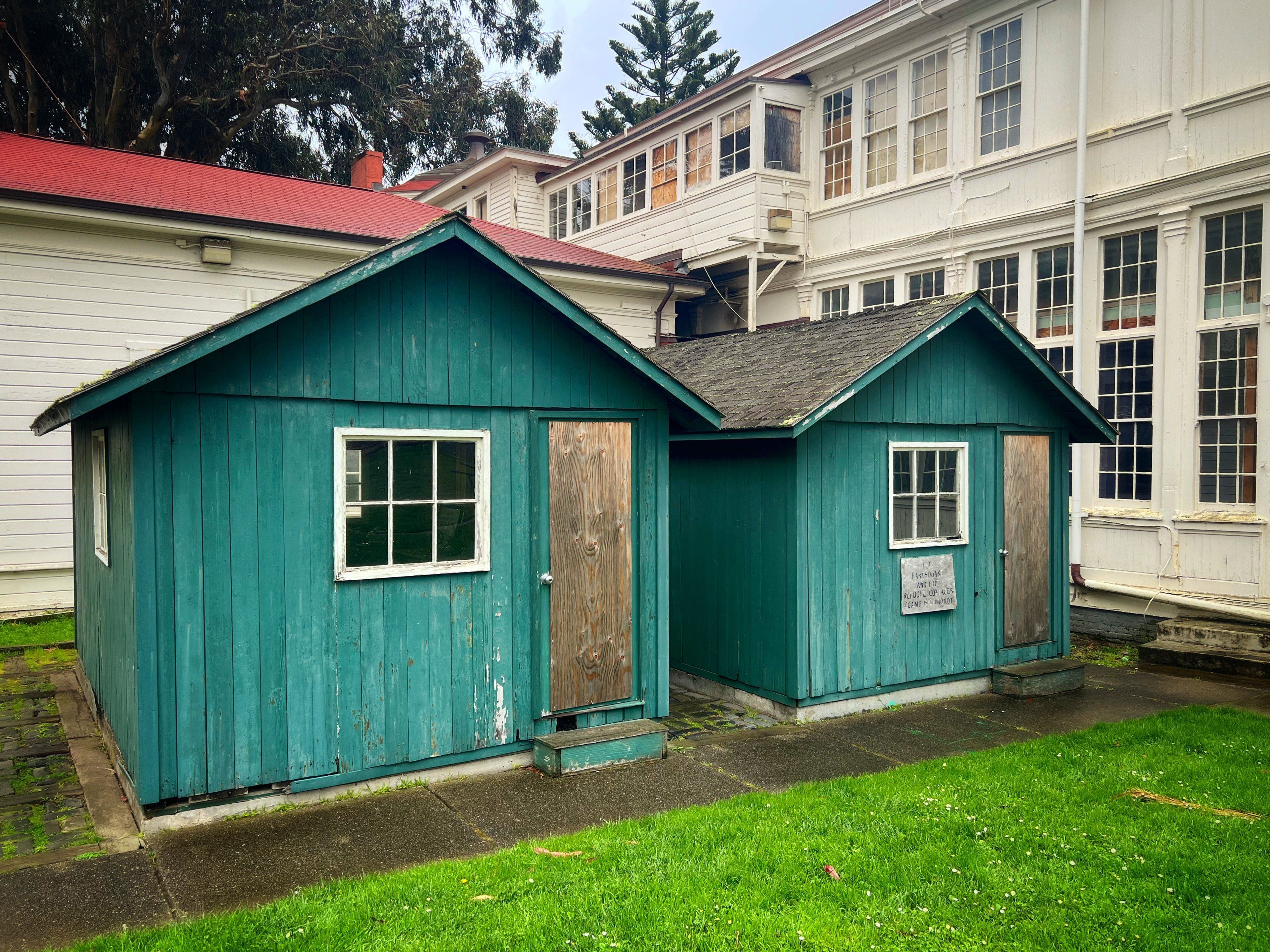
현재 프레시디오에 남아 있는 복원된 지진 구호 오두막

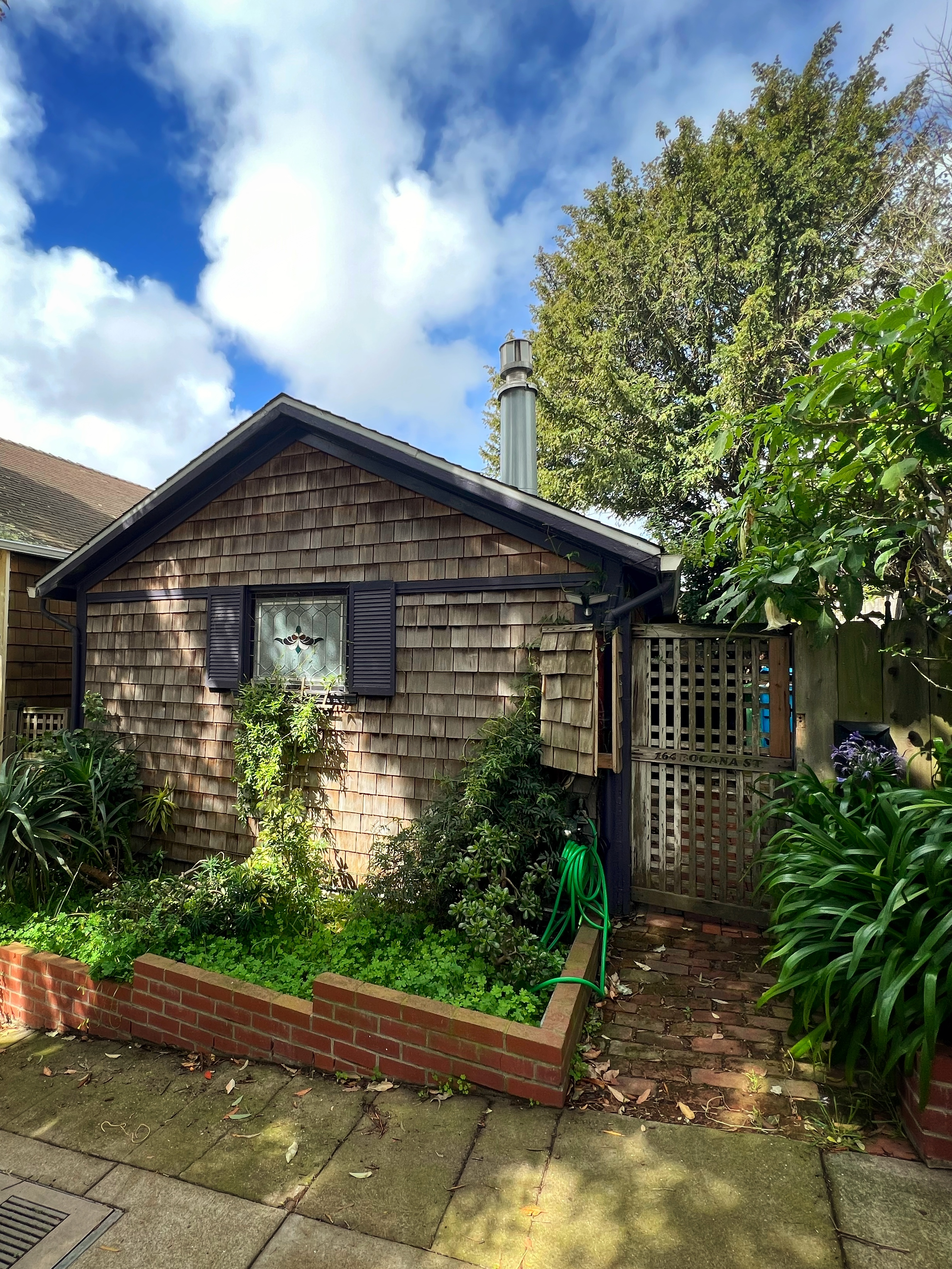
남아있는 지진 구호 오두막, 현재 개인 주택의 일부

군은 2만 명의 이재민을 수용하기 위해 5,610채의 세쿼이아와 전나무 "구호 주택"을 건설했다. 이 주택들은 존 맥라렌이 설계했으며, 11개의 캠프에 밀집하여 재건축이 완료될 때까지 월 2달러로 사람들에게 임대되었다. 이 주택들은 남색으로 칠해졌는데, 부분적으로는 부지와 조화를 이루기 위함이었고, 부분적으로는 군대에 남색 페인트가 대량으로 있었기 때문이었다. 캠프의 최대 인구는 16,448명이었지만, 1907년까지 대부분의 사람들은 이사했다. 캠프는 이후 차고, 창고 또는 상점으로 재사용되었다. 오두막은 평균 100달러의 건축 비용이 들었다. 월 2달러의 임대료는 50달러의 완납 가격에 포함되었다. 마지막 공식 난민 캠프는 1908년 6월 30일에 폐쇄되었다.
대부분의 오두막은 파괴되었지만, 적어도 30채는 살아남았다. 남아있는 건물 중에는 프레시디오에 역사적으로 복원된 한 쌍이 있다. 다른 건물들은 개인 주택의 일부로 지어졌으며, 버날 하이츠 인근에 높은 집중도를 보인다. 720평방피트 규모의 소박한 주택 중 하나는 2006년에 60만 달러 이상에 팔렸다.
2017년 연구에 따르면 화재는 비주거용 토지 사용 비율을 증가시키는 효과를 가져왔다. "전반적으로, 불타지 않은 블록에 비해 불탄 블록의 주거용 토지 비율은 1931년까지 감소한 반면, 비주거용 토지 비율은 증가했다. 이 연구는 또한 1906년 이전에 도시가 이러한 변화를 이루지 못한 이유에 대한 통찰력을 제공한다. 오래된 주거용 건물의 존재. 재건축에서 개발자들은 이러한 건물을 상대적으로 적게 지었고, 대부분의 감소는 단독 주택을 통해 이루어졌다. 또한, 많은 지역에서 비주거용 용도를 단순히 확장하는 것 외에도 화재는 새로운 지역에서 경제적 기회를 창출하여 재난 이후에만 나타난 비즈니스 활동 클러스터를 형성했다. 화재의 이러한 효과는 오늘날까지 남아있으며, 따라서 큰 충격은 도시 환경을 영구적으로 재편하는 충분한 촉매제가 될 수 있다."

### 구호

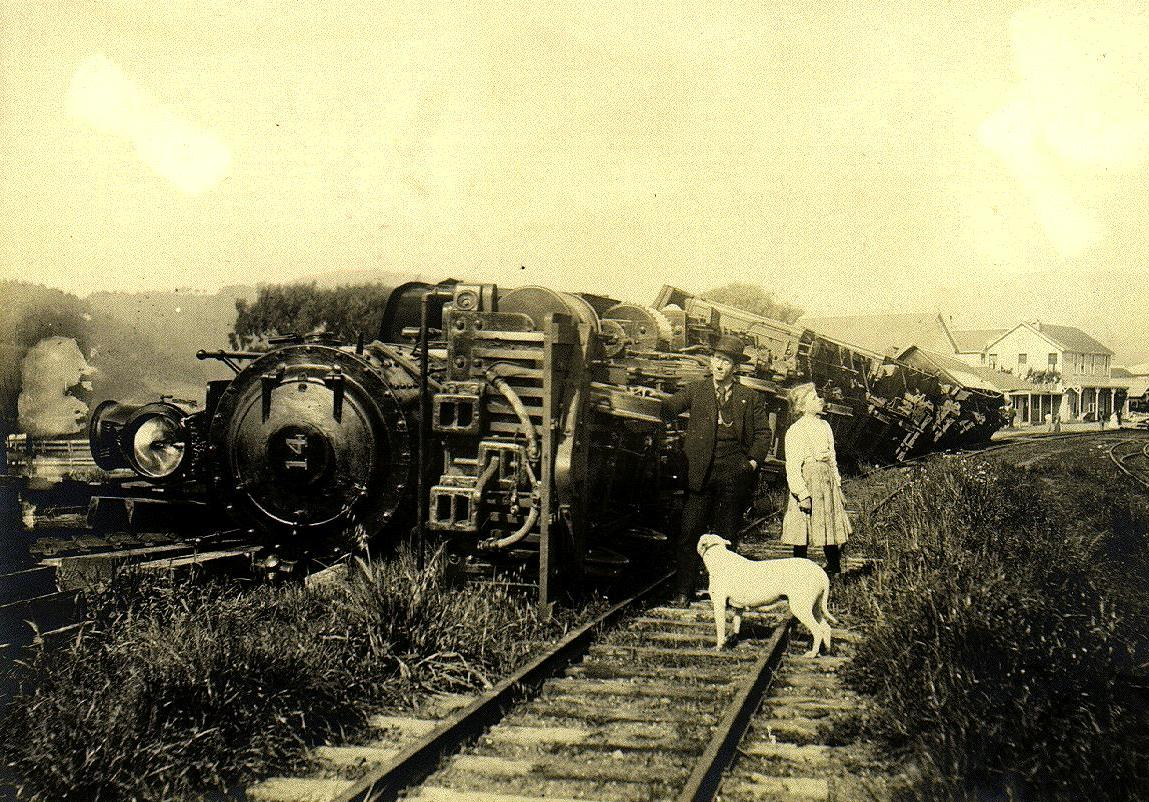
탈선된 기관차.

재난 소식이 전 세계에 알려진 후 며칠 동안 구호 활동으로 500만 달러 이상이 모금되었다. 이는 현재가로 2022년 기준 $144,020,000에 해당에 달한다. 런던은 수십만 달러를 모금했다. 개인 시민과 기업들은 구호 활동을 위해 막대한 금액을 기부했다. 스탠더드 오일과 앤드루 카네기는 각각 10만 달러를 기부했고, 캐나다 의회는 특별히 10만 달러를 책정했으며, 심지어 오타와의 캐나다 은행도 2만 5천 달러를 기부했다. 미국 의회는 구호 물품을 위해 250만 달러를 신속하게 배정했고, 이는 즉시 해당 지역으로 급송되었다. 여기에는 공동 부엌을 위한 식량과 도시 거주민들이 다음 몇 년 동안 살게 될 수많은 텐트가 포함되었다. 이러한 구호 활동은 가족들이 다시 일어설 만큼 충분하지 않았고, 결과적으로 그 부담은 도시의 부유한 구성원에게 돌아갔는데, 이들은 자신들이 책임지지 않는 주택 재건을 돕는 것을 꺼려했다. 모든 주민은 여러 공동 급식소에서 제공되는 일일 식사를 받을 자격이 있었고, 아이다호주와 유타주와 같은 먼 곳의 시민들도 구호 물품이 철도에 의해 조정되면서 샌프란시스코로 매일 빵을 보낸 것으로 알려져 있다.

### 보험금 지급
2억 5천만 달러에 달하는 엄청난 청구에 직면한 보험 회사는 보험 가입자의 청구에 대해 2억 3천 5백만 달러에서 2억 6천 5백만 달러를 지급했는데, 대부분의 정책에서 지진으로 인한 흔들림 피해는 보장 대상에서 제외되었기 때문에 종종 화재 피해에 대해서만 지급되었다. 최소 137개의 보험 회사가 직접 연루되었고 이 중 17개 회사가 재보험사였다. 20개의 회사가 파산했다. 로이즈 오브 런던은 커스버트 히스의 리더십 덕분에 5천만 달러 이상의 모든 청구액을 전액 지급했다고 보고했다. 하트퍼드의 보험 회사는 모든 청구액을 전액 지급했다고 보고했으며, 하트퍼드 화재보험회사는 1,100만 달러 이상을, 애트나 보험회사는 거의 300만 달러를 지급했다. 보험금 지급은 국제 금융 시스템에 큰 영향을 미쳤다. 유럽 보험 회사에서 샌프란시스코의 보험 계약자에게 금이 이전되면서 금리가 상승했고, 이는 대출 가능성 부족으로 이어졌으며, 결국 1907년 10월의 니커보커 신탁 회사 위기로 이어져 1907년 공황을 초래했다.
1906년 지진 이후, 지진 위험을 화재 보험 계약에서 법적으로 완벽하게 제외하는 것에 대한 전 세계적인 논의가 일어났다. 이는 주로 재보험사들의 주장으로 추진되었다. 그들의 목표는 지진으로 인한 화재 발생 시 보험금 지급에 대한 통일된 해결책이었다. 1910년까지, 특히 유럽의 몇몇 국가는 모든 화재 보험 계약에서 지진 위험을 제외하라는 요구를 따랐다. 미국에서는 이 문제가 다르게 논의되었다. 그러나 트라우마를 겪은 대중은 격렬한 반발로 반응했다. 1909년 하반기에 캘리포니아 주의회는 어떠한 지진 조항도 포함하지 않는 캘리포니아 표준 화재 보험 증권을 제정했다. 따라서 주 정부는 다른 지진이 화재를 동반할 경우 보험사가 다시 지급해야 한다고 결정했다. 다른 지진 위험 국가도 캘리포니아의 사례를 따랐다.

## 100주년 기념행사
1906년 백 주년 기념 동맹은 지진을 기념하는 다양한 백 주년 행사의 정보센터로 설립되었다. 시상식, 종교 서비스, 내셔널 지오그래픽 TV 영화, 코이트 타워에 불빛을 비추는 행사, 기념식, 강연 등이 기념 행사에 포함되었다. USGS 지진 위험 프로그램은 일련의 인터넷 문서를 발행했으며, 관광 산업계도 100주년을 홍보했다.
1906년 지진 생존자 11명은 2006년 백 주년 기념행사에 참석했으며, 이 중에는 2008년 8월 사망 당시 109세로 지진 최고령 생존자였던 어마 메이 위울(1899~2008넌)도 포함되었다. 비비안 일링(1900~2009년)은 108세로 사망 당시 두 번째 최고령 생존자로 여겨졌으며, 허버트 햄롤(1903~2009년)이 106세로 사망 당시 마지막으로 알려진 생존자였다. 또 다른 생존자인 리베라 암스트롱(1902~2007년)은 2006년 기념행사에 참석했지만 2007년 105세로 사망했다. 햄롤의 사망 직후, 두 명의 생존자가 추가로 발견되었다. 당시 103세였던 윌리엄 델 몬테와 106세였던 재닛 스콜라 트라파니(1902~2009년)는 지진 기념 행사에 참석하는 것이 너무 힘들어서 참석하지 못했다고 밝혔다. 델 몬테와 또 다른 생존자인 로즈 클리버(1902~2012년), 당시 106세는 2009년 4월 18일, 지진 발생 103주년 기념 지진 재회 축하 행사에 참석했다. 낸시 스토너 세이지(1905~2010년)는 2010년 4월 18일 지진 104주년 기념일보다 불과 3일 앞서 콜로라도주에서 105세로 사망했다. 델 몬테는 2010년 로타 분수에서 열린 행사에 참석했다. 107세의 조지 퀼리치(1905~2012년)는 2012년 5월에 사망했으며, 113세의 루스 뉴먼(1901~2015년)은 2015년 7월에 사망했다. 110세 생일을 11일 앞두고 사망한 윌리엄 델 몬테(1906~2016년)가 마지막 생존자로 여겨진다.
2005년 미국 국립영화등기부는 지진 직후 제작된 뉴스릴 다큐멘터리 영화인 《샌프란시스코 지진과 화재, 1906년 4월 18일》을 보존 가치가 있는 미국 영화 목록에 추가했다.

## 윌라드 워든 갤러리
샌프란시스코에서 사진작가로서 경력을 쌓기 위해 노력하던 윌라드 워든은 핸드헬드 필름 카메라와 유리 네거티브가 있는 4x5인치 뷰 카메라를 사용하여 화재와 그 여파의 장면을 기록하며 역사를 포착할 기회를 잡았다. 그는 또한 스탠퍼드 대학교 캠퍼스의 피해도 촬영했다. 그 결과물은 일반 대중의 선정적인 내용에 대한 매혹을 충족시켰을 뿐만 아니라, 1908년 워싱턴 DC의 카네기 연구소에서 발행한 "1906년 4월 18일 캘리포니아 지진: 주 지진 조사 위원회 보고서"에 그의 사진이 포함된 것으로 보아 지진학자, 건축가, 도시 계획가들에게도 흥미로운 자료였다. 워든의 파괴를 기록한 젤라틴 실버 프린트는 나중에 뉴욕의 뉴욕 근대미술관, 샌프란시스코 현대미술관, 오클랜드 박물관에 소장되었다.
파괴 이후, 놉 힐에 있던 앨번 N. 타운 저택은 6개의 대리석 기둥과 상인방만 남아있었다. 특정 각도에서 보면, 텅 빈 현관이 연기가 피어오르는 시청의 폐허를 완벽하게 담아냈다. 이 섬뜩한 이미지는 워든의 사진 덕분에 1906년 지진의 상징이 되었다. 1909년, 기둥과 상인방은 골든게이트 공원으로 옮겨졌으며, "과거의 문"으로 알려진 이곳은 도시의 슬픔과 인내의 영원한 기념비가 되었다.

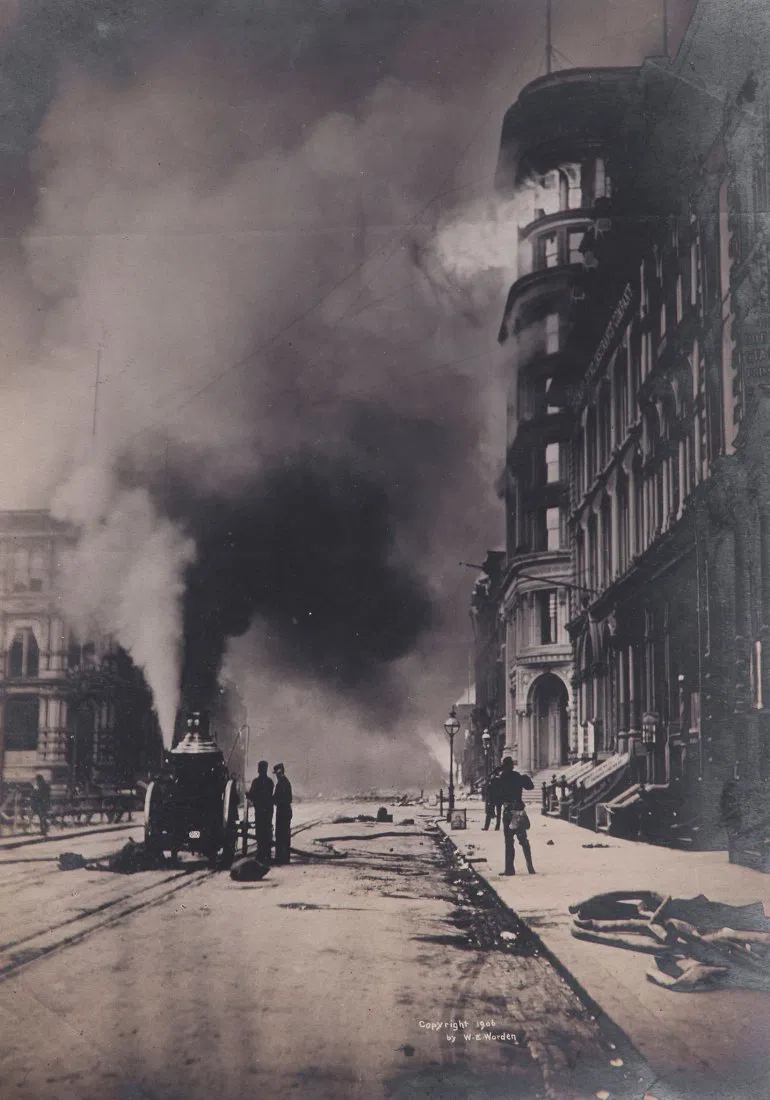
소방관
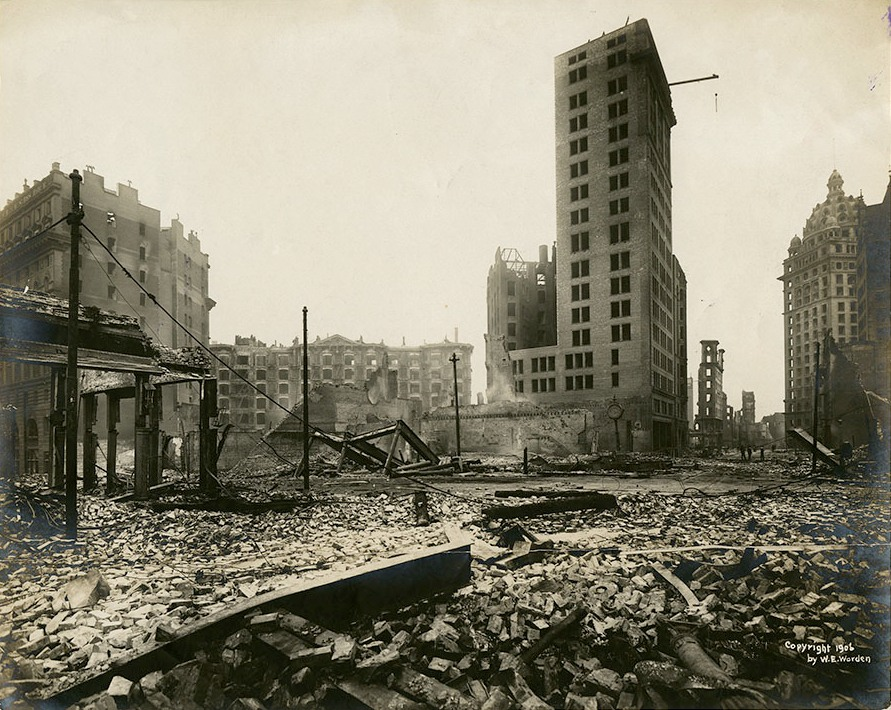
커니 스트리트에서 바라본 풍경
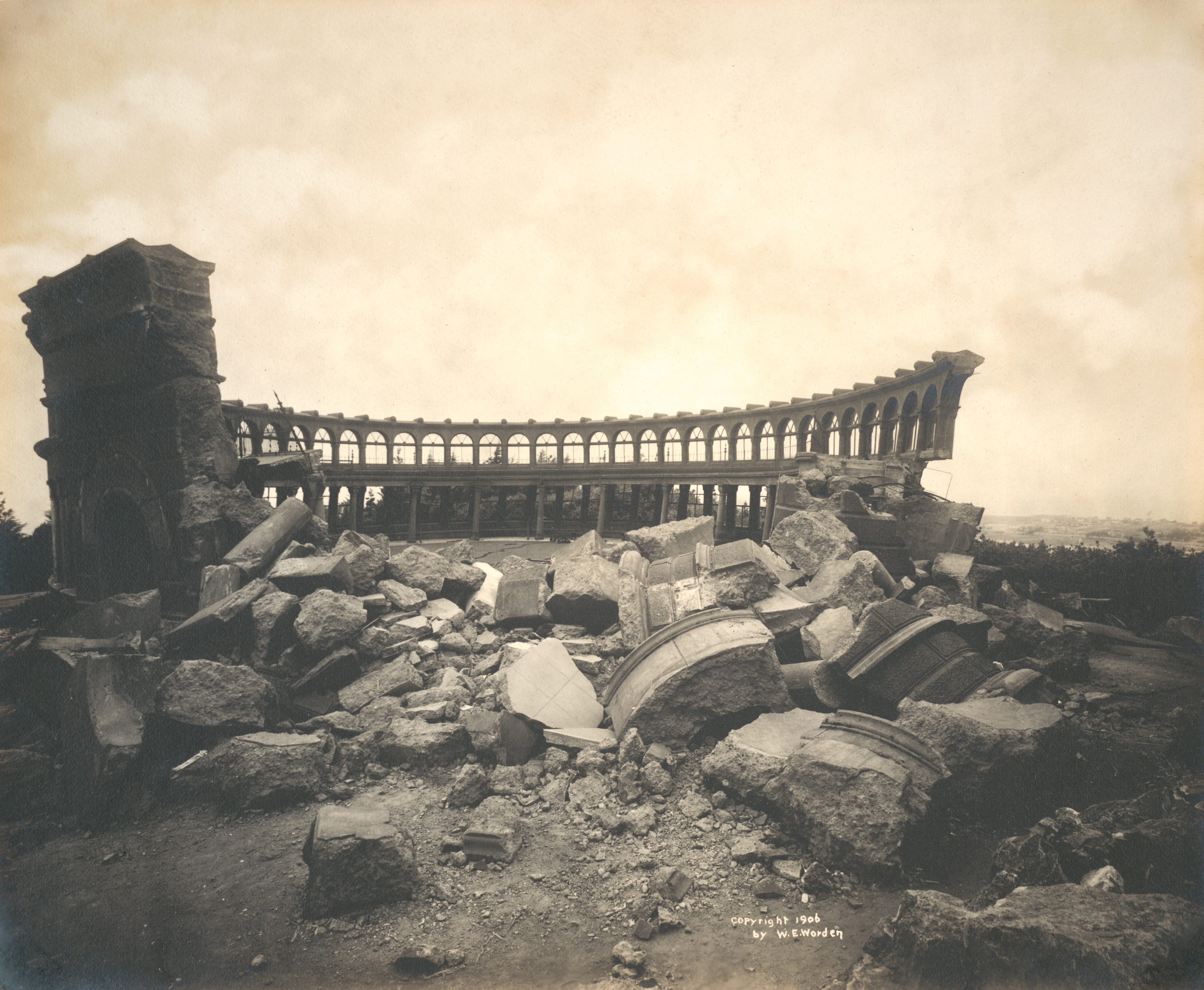
폐허가 된 천문대
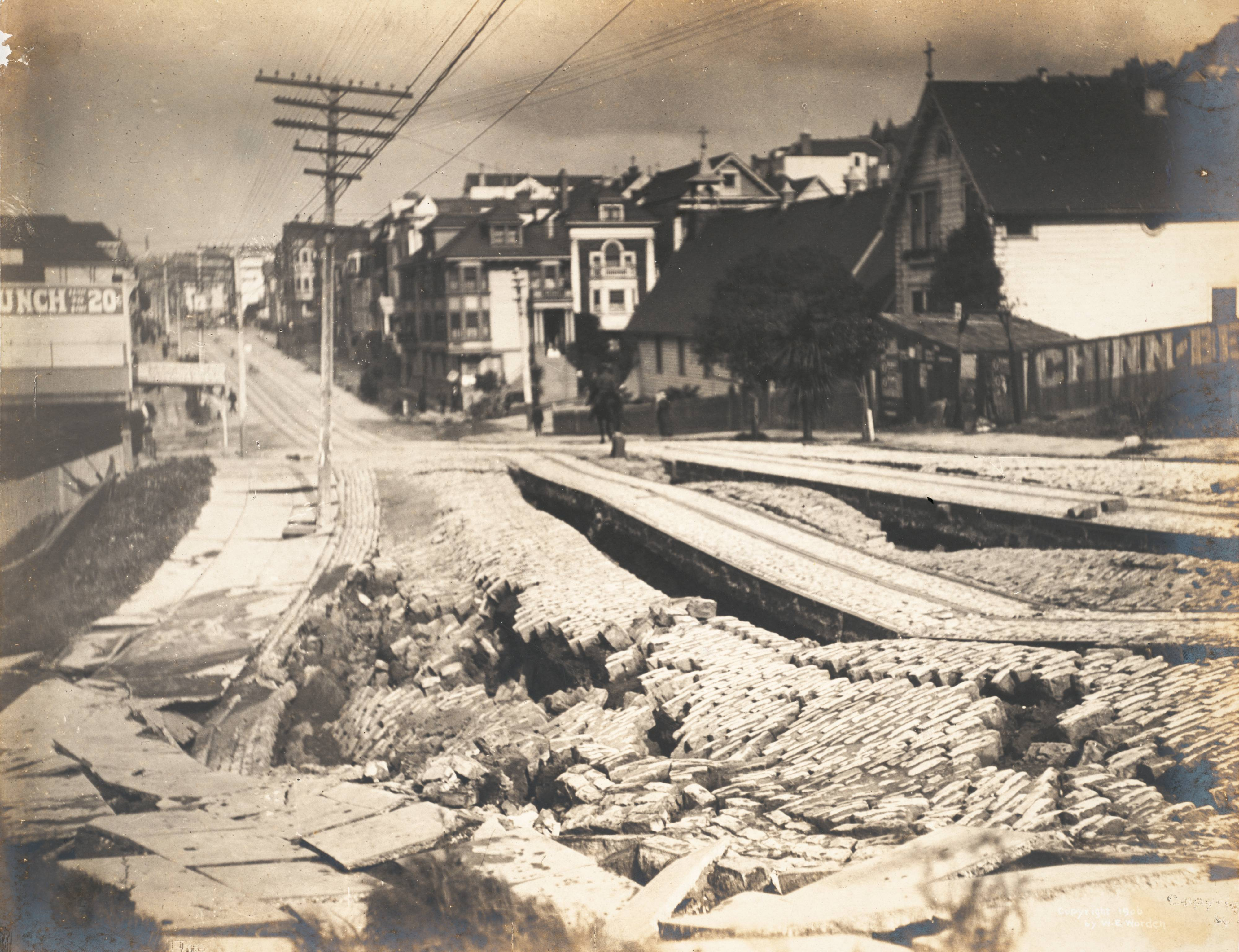
유니언 스트리트
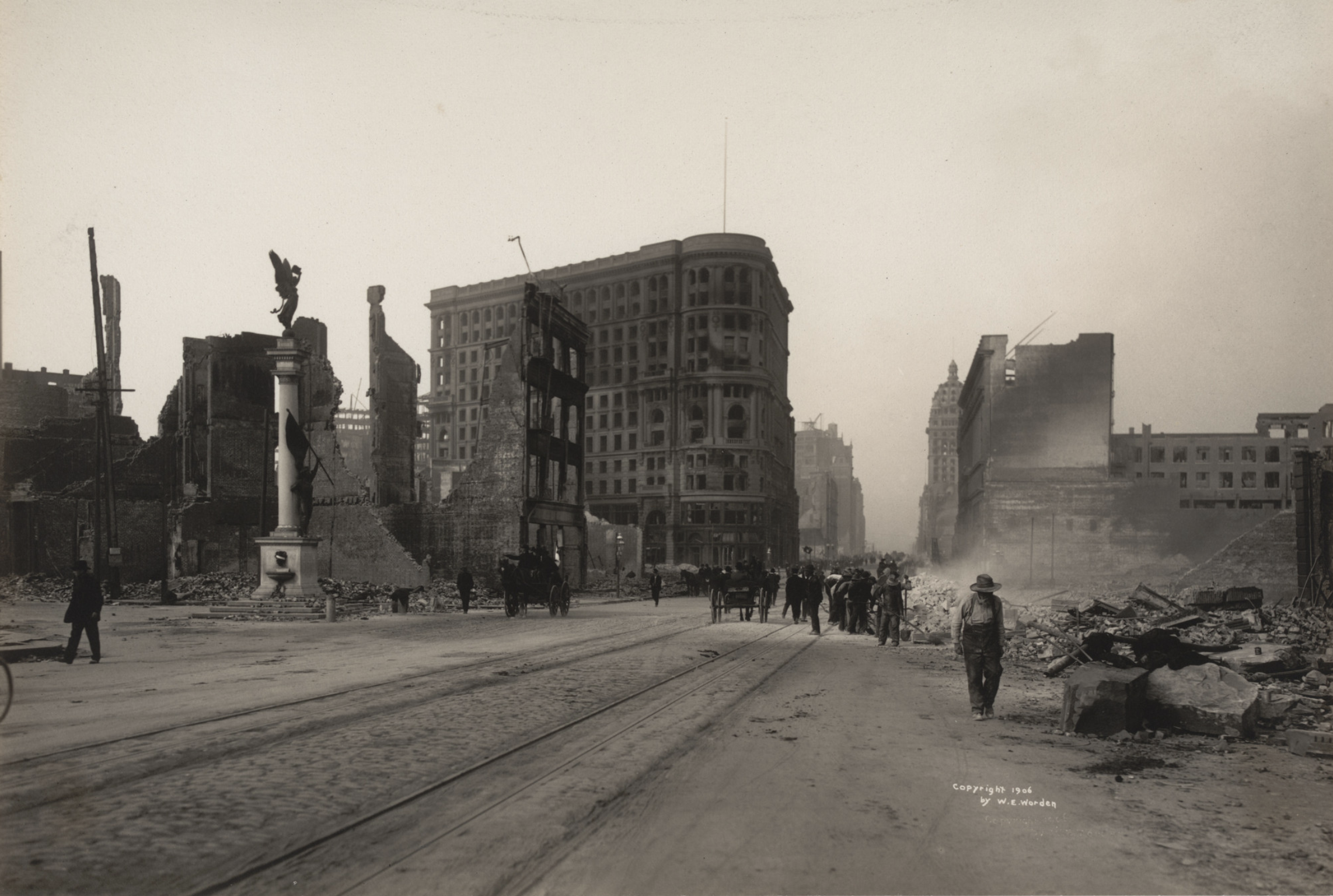
마켓 스트리트
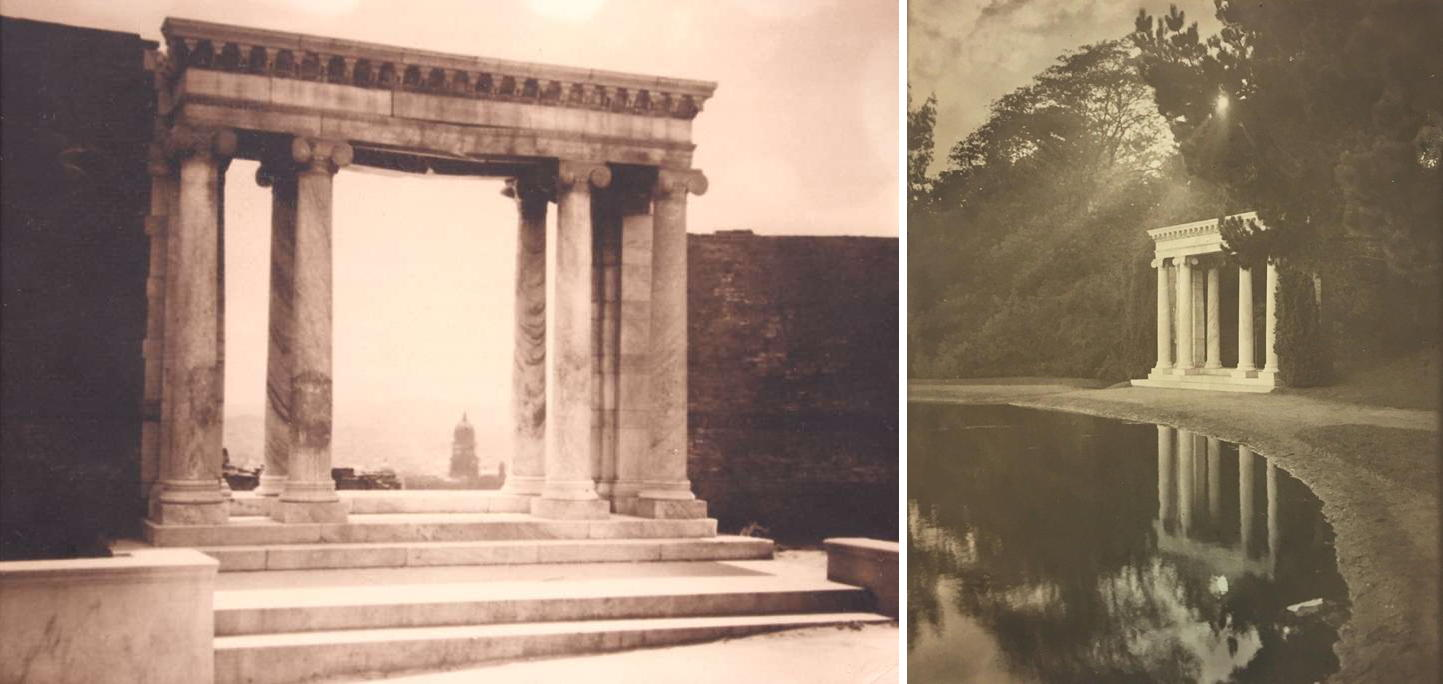
과거의 문: 원래 위치와 골든게이트 공원으로 옮겨진 후의 모습.

## 대중 문화
- 윌 어윈, 그 당시의 도시, 1906년 더 선 (뉴욕시)에 연재된 기사, 나중에 소책자로 출판됨.[109][110][111]
- 샌프란시스코, 1936년 재난 영화로, 클라크 게이블 주연의 허구적인 이야기를 담고 있다.
- 이 지진은 토니 쿠슈너의 희곡 아메리카의 천사들에 등장한다.[112]
- 지진 이후, 샌프란시스코는 디즈니의 2014년 애니메이션 영화 빅 히어로에서 샌프란소쿄로 재건되고 나중에 이름이 바뀐다.[113]

## 같이 보기
- 50인 위원회 (1906년)
- 지진공학
- 사망자수 순 미국의 사고 및 재난 목록
- 1906년 지진
- 캘리포니아의 지진 목록
- 미국의 지진 목록
- 화재 목록

## 참고 문헌
- Double Cone Quarterly, Fall Equinox, volume VII, Number 3 (2004).
- [[미국토목학회|미국토목학회]] (1907). 《Transactions. Paper No. 1056. The Effects of the San Francisco Earthquake of April 18th, 1906, on Engineering Constructions: Reports Of A General Committee And Of Six Special Committees Of The San Francisco Association Of Members Of The American Society Of Civil Engineers》. 2009년 8월 15일에 확인함. |author-last1= 값 확인 필요 (도움말)
- Greely, Adolphus W. (1906). 《Earthquake in California, April 18, 1906. Special Report on the Relief Operations Conducted by the Military Authorities》. Washington: Government Printing Office. 2009년 8월 15일에 확인함.
- Gilbert, Grove Karl; Richard Lewis Humphrey; John Stephen Sewell; Frank Soule (1907). 《The San Francisco Earthquake And Fire of April 18th, 1906 And Their Effects On Structures And Structural Materials》. Washington: Government Printing Office. 2009년 8월 15일에 확인함.
- 《The San Francisco Earthquake And Fire: A Presentation of Facts And Resulting》. New York: 로블링 건설 회사. 1906. 2009년 8월 15일에 확인함.
- Jordan, David Starr; John Casper Branner; Charles Derleth Jr.; Stephen Taber; F. Omari; Harold W. Fairbanks; Mary Hunter Austin (1907). 《The California Earthquake of 1906》. San Francisco: A. M. Robertson. 2009년 8월 15일에 확인함.
- Mining And Scientific Press; T. A. Rickard; G. K. Gilbert; S. B. Christy;  외. (1907). 《After Earthquake And Fire: A Reprint of the Articles And Editorial Comment Appearing in the Mining And Scientific Press》. San Francisco: Mining And Scientific Press. 2009년 8월 15일에 확인함.
- 러셀 세이지 재단; Charles J. O'Connor; Francis H. McLean; Helen Swett Artieda; James Marvin Motley; Jessica Peixotto; Mary Roberts Coolidge (1907). 《San Francisco Relief Survey: The Organization And Methods Of Relief Used After The Earthquake And Fire Of April 18, 1906》. Survey Associates, Inc. (New York), Wm. F. Fell Co. (Philadelphia). 2009년 8월 15일에 확인함.
- Schussler, Hermann (1907). 《The Water Supply Of San Francisco, California Before, During And After The Earthquake of April 18, 1906 and the Subsequent Conflagration》. New York: Martin B. Brown Press. 2009년 8월 15일에 확인함.
- Tyler, Sydney; Harry Fielding Reid (1908). 《The California Earthquake of April 18, 1906: Report of the State Earthquake Investigation Commission》. Volume one. Washington, D.C.: 카네기 연구소.
- Tyler, Sydney; Harry Fielding Reid (1910). 《The California Earthquake of April 18, 1906: Report of the State Earthquake Investigation Commission》. Volume two. Washington, D.C.: 카네기 연구소.
- Wald, David J.; Kanamori, Hiroo; Helmberger, Donald V.; Heaton, Thomas H. (1993), “Source study of the 1906 San Francisco Earthquake”, 《Bulletin of the Seismological Society of America》 (미국지진학회) 83 (4): 981–1019, Bibcode:1993BuSSA..83..981W, doi:10.1785/BSSA0830040981, S2CID 129739379, 2009년 1월 9일에 원본 문서에서 보존된 문서
- 윈체스터, 사이먼, A Crack in the Edge of the World: America and the Great California Earthquake of 1906. HarperCollins Publishers, New York, 2005. ISBN 0-06-057199-3
- Bronson, William (1959). 《The Earth Shook, the Sky Burned》. Doubleday.

동시대 재해 기록
- Aitken, Frank W.; Edward Hilton (1906). 《A History of the Earthquake And Fire in San Francisco》. San Francisco: The Edward Hilton Co. 2009년 8월 15일에 확인함.
- Banks, Charles Eugene; Opie Percival Read (1906). 《The History of the San Francisco Disaster And Mount Vesuvius Horror》. C. E. Thomas. 2009년 8월 15일에 확인함.
- Givens, John David; Opie Percival Read (1906). 《San Francisco in Ruins: A Pictorial History》. San Francisco: Leon C. Osteyee. 2009년 8월 15일에 확인함.
- Keeler, Charles (1906). 《San Francisco Through Earthquake And Fire》. San Francisco: Paul Elder And Company. 2009년 8월 15일에 확인함.
- 런던, 잭. "어떤 목격자의 이야기". 현장에서의 런던의 보고서. 원래 1906년 5월 5일 《콜리어스 매거진》에 게재됨.
- Morris, Charles (1906). 《The San Francisco Calamity By Earthquake And Fire》. J. C. Winston Company. ISBN 9780806509846. 2009년 8월 15일에 확인함.
- Tyler, Sydney; Ralph Stockman Tarr (1908). 《San Francisco's Great Disaster》. Philadelphia: P. W. Ziegler Co. 2009년 8월 15일에 확인함.
- White, Trumbull; Richard Linthicum (1906). 《Complete Story of the San Francisco Horror》. Hubert D. Russell. 2009년 8월 15일에 확인함.

## 더 읽어보기
- Hudson, James J. "The California National Guard: In the San Francisco earthquake and fire of 1906." California Historical Quarterly 55.2 (1976): 137–149. 온라인
- Stein, Ross (2016년 2월 25일). “저녁 공개 강연: 골드러시와 1906년 지진”. 미국 지질조사국. 2025년 6월 28일에 확인함.